# The Rhymer and Other Five and Dimers
The Rhymer and Other Five and Dimers är ett musikalbum av den amerikanske countrymusikern Tom T. Hall. Albumet utgavs 1973 på skivbolaget Mercury Records. Albumet blev hans enda etta på Billboards countryalbumlista, och nådde även placering på den ordinare listan Billboard 200 där det toppade på plats 181.
Tom T. Hall komponerade alla albumets låtar utom den sista, "Old Five And Dimers Like Me", som skrevs av Billy Joe Shaver.

## Låtlista
1. "Ravishing Ruby" - 2:38
2. "Don't Forget The Coffee Billy Joe" - 2:42
3. "Spokane Motel Blues" - 2:40
4. "Looking Forward To Seeing You Again" - 3:03
5. "I Flew Over Our House Last Night" - 3:00
6. "Another Town" - 2:24
7. "Too Many Do Goods" - 2:45
8. "Song For Uncle Curt" - 2:08
9. "Man Who Hated Freckles" - 2:05
10. "Candy In The Window" - 2:42
11. "Old Five And Dimers Like Me" - 2:53